# Первомайское (Калининский район)
Первомайское — село в Калининском районе Саратовской области. Относится к Симоновскому муниципальному образованию.

## История
В 1962 г. указом Президиума Верховного Совета РСФСР село Безобразовка переименовано в Первомайское.

## Население
| 2002 | 2010 |
| ---- | ---- |
| 527  | ↘522 |